# TRS-80 Model 100

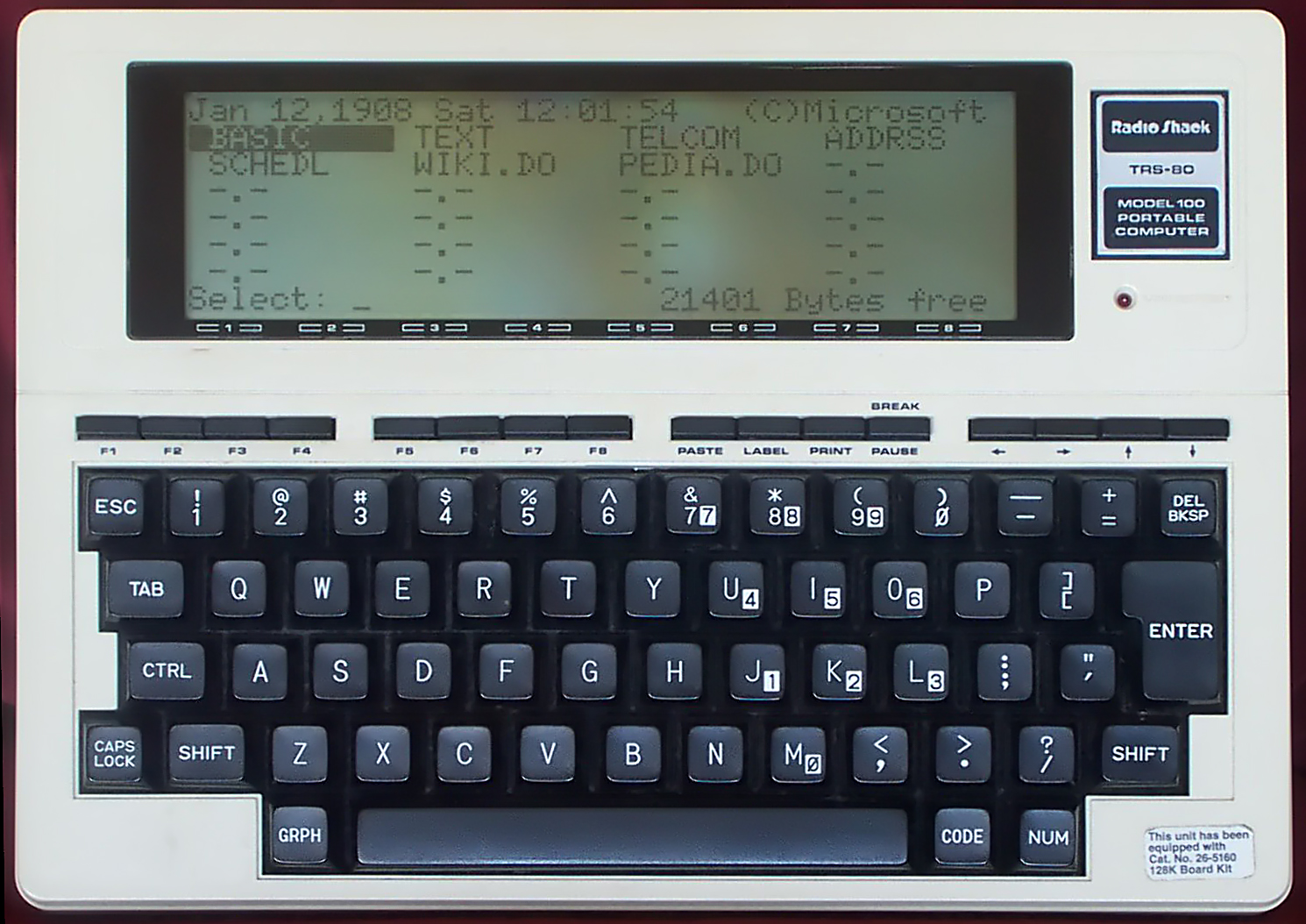
TRS-80 Model 100

Il TRS-80 Model 100, anche noto come Tandy 100, è un computer portatile lanciato nel 1983 dalla Tandy Corporation.
Fu prodotto dall'azienda giapponese Kyocera ed è, di base, la stessa macchina fabbricata per tre diversi produttori, insieme ai portatili Olivetti M10 della Olivetti e NEC PC-8201-A della NEC. Tandy, Olivetti e NEC rifinivano il rispettivo prodotto e commercializzavano i tre computer con i rispettivi marchi.
All'epoca il Tandy 100 offriva gran parte delle funzionalità necessarie per applicazioni serie e rappresentava una macchina veramente portatile, ma la limitatezza della RAM non gli permetteva di svolgere tutte le funzioni dei computer fissi.
Il Tandy 100 è costituito da un blocco unico con schermo fisso e non richiudibile, con peso inferiore a 1,8 kg e dimensioni di 300×215×50 mm. È dotato di un processore a 8 bit CMOS 80C85 con clock a 2,4 MHz, 8 kB o 24 kB di RAM espandibili fino a 32 kB, display a cristalli liquidi con risoluzione di 40×8 caratteri o 240×64 pixel. L'alimentazione è a batterie, con autonomia di 20 ore con 4 batterie alcaline AA. Sono presenti interfacce per la connessione esterna di stampante parallela, memoria di massa, lettore di codice a barre, e porta seriale RS-232, utilizzabile in particolare per connessione a modem; il software di telecomuncazione è integrato nel sistema.
Il software preinstallato nella ROM è stato programmato dalla Microsoft, in particolare da Bill Gates e un suo collega; fu l'ultimo progetto con grosso coinvolgimento diretto di Gates nella programmazione. Il grosso del codice, contenuto in 32 kB di ROM, è costituito dall'interprete BASIC, ma è presente anche un piccolo file system dove non bisogna occuparsi manualmente del salvataggio.
Il contenuto della RAM infatti non viene perduto allo spegnimento della macchina, ma è memorizzato fino a 30 ore grazie a batterie tampone ricaricabili al nichel-cadmio. Pertanto la RAM è utilizzabile come fosse un disco dati, oltre a esserci la possibilità di collegare memorie di massa esterne, a floppy o a cassette.
Nel 1984 il modello venne sostituito dal TRS-80 Model 102 o Tandy 102, un po' più spesso e più pesante, con qualche miglioria.
Le principali differenze con le due varianti di altre marche sono nel software preinstallato, nella tastiera, e nei caratteri grafici disponibili, inoltre l'Olivetti M10 è l'unico dei tre dotato di schermo inclinabile e il PC-8201-A supporta più RAM.
Il TRS-80 è stato incluso nella classifica di PC World dei "10 portatili più importanti di tutti i tempi", come "primo portatile con diffusione di massa".